# N-butylamin
n-Butylamin je organická sloučenina patřící mezi aminy, se vzorcem CH3(CH2)3NH2. Jedná se o jeden ze čtyř izomerních primárních aminů odvozených od butanu, společně se sek-butylaminem, terc-butylaminem a isobutylaminem. Za standardních podmínek jde o kapalinu se zápachem podobným amoniaku, která je bezbarvá, při stání na vzduchu se ovšem zbarvuje do žluta.

## Výroba a reakce
Tato látka se vyrábí reakcí amoniaku s butan-1-olem za katalýzy oxidem hlinitým:
CH3(CH2)3OH + NH3 → CH3(CH2)3NH2 + H2O
n-Butylamin je slabou zásadou, pKa [CH3(CH2)3NH3]+ je 10,78.
Reaguje podobně jako jiné jednoduché alkylaminy, vstupuje například do alkylačních, acylačních a kondenzačních reakcí s karbonylovými sloučeninami.
Vytváří komplexy s ionty kovů, například cis- a trans-[PtI2(NH2Bu)2].

## Použití
n-Butylamin se používá při výrobě některých pesticidů (například thiokarbazidů) léčiv a emulgátorů. Rovněž je prekurzorem N,N′-dibutylthiomočoviny, urychlovače vulkanizace kaučuku, a n-butylbenzensulfonamidu, používaného jako plastifikátor nylonu. Také se používá při výrobě fengabinu, fungicidů benomylu a butamoxanu a protidiabetického léku tolbutamidu.

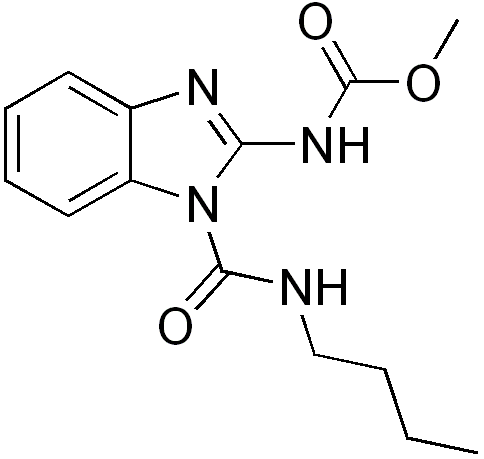
Benomyl (fungicid) jako příklad látky, kde je butylamin prekursorem

## Bezpečnost
LD50 n-butylaminu u krys při vstupu ústy je 366 mg/kg.